# لیست آیووی
لیست آیووی (اسپانیایی: Lisseth Ayoví‎؛ ۷ اوت ۱۹۹۸) وزنه‌بردار اهل اکوادور بود.